# 공익신고의 날
공익신고의 날(매년 12월 9일)은 부패·공익신고의 중요성을 알리고 그 의미를 기리기 위해 대한민국 국민권익위원회에서 2018년에 지정한 기념일이다. 날짜 선정에는 UN이 ‘세계 반부패의 날(International Anti-Corruption Day)’을 12월 9일로 지정하고 있는 점이 고려되었다.

## 상세
국민권익위원회는 2018년에 공익신고의 날을 최초로 선포하였다. 2019년에 제1회 공익신고의 날 기념식을 개최한 이후로 매년 공익신고의 날 기념식을 개최하고 있으며, 주로 공익신고자에 대한 응원 메시지 전달과 공익신고자 보호제도에 대한 영상 상영을 통해 공익신고의 날을 기념하고 있다.
2020년과 2021년의 경우, 코로나19 확산 방지를 위해 공익신고의 날 기념식은 온라인으로 개최되었다.

## 같이 보기
- 공익신고자 보호법
- 국민권익위원회